# 買王
買王（バイキング、英名：BUYKING）は、株式会社ヴィステックエンタテインメント（旧株式会社ジャパンヴィステック）制作・運営する通信販売の番組である。
放映局は朝日放送（ABCテレビ）ほか地上波やCS放送（スカパー!）とBSデジタル放送、CATVにも放送されている。
雑誌は角川Walker（北海道～九州までの8誌）、ChouChouで毎月掲載している。

## 番組概要
番組MCは、俳優・タレントのつるの剛士とタレントの穴井夕子とスペシャルゲスト（松田純、スマイリーキクチ、赤坂七恵ほか）が、ベガス味岡がプレゼンターと共に通販のエンタメ的なテレビショッピング番組である。